# Phyllogomphus schoutedeni
Phyllogomphus schoutedeni är en trollsländeart som beskrevs av Fraser 1957. Phyllogomphus schoutedeni ingår i släktet Phyllogomphus och familjen flodtrollsländor. IUCN kategoriserar arten globalt som livskraftig. Inga underarter finns listade i Catalogue of Life.